# Museo de la India (Calcuta)
El Museo de la India en el centro de Calcuta, Bengala Occidental, India, también conocido como Museo Imperial de Calcuta en textos de la época colonial, es el noveno museo más antiguo del mundo, el museo más antiguo y más grande de la India y no solo en el subcontinente indio, sino también en la región de Asia y el Pacífico del mundo. Cuenta con raras colecciones de antigüedades, armaduras y ornamentos, fósiles, esqueletos, momias y pintura mogol. Fue fundado por la Sociedad Asiática de Bengala en Calcuta (India) en 1814. El conservador fundador fue Nathaniel Wallich, un botánico danés. 
La apertura de este museo potenció un movimiento sociocultural y científico relacionado directamente con los museos dentro de la India. Es decir, se logró la proliferación de instituciones museísticas nuevas, que culminaron en más de 400 museos dentro del país.                                                   Este hecho considerado un punto de inflexión dentro de la India, se calificó como el fin de la época medieval para dar paso a la época moderna.
Cuenta con seis secciones que comprenden treinta y cinco galerías de artefactos culturales y científicos, a saber, arte indio, arqueología, antropología, geología, zoología y botánica económica. En las galerías de estas secciones se conservan y exponen muchos especímenes raros y únicos, tanto indios como transindios, relacionados con las humanidades y las ciencias naturales. En particular, las secciones de arte y arqueología albergan colecciones de importancia internacional.
Es una organización autónoma dependiente del Ministerio de Cultura, Gobierno de la India. El actual Director del Museo de la India es Shri Arijit Dutta Choudhury, que también es director general del Consejo Nacional de Museos Científicos y tiene el cargo adicional de director general de la Biblioteca Nacional.

## Galería

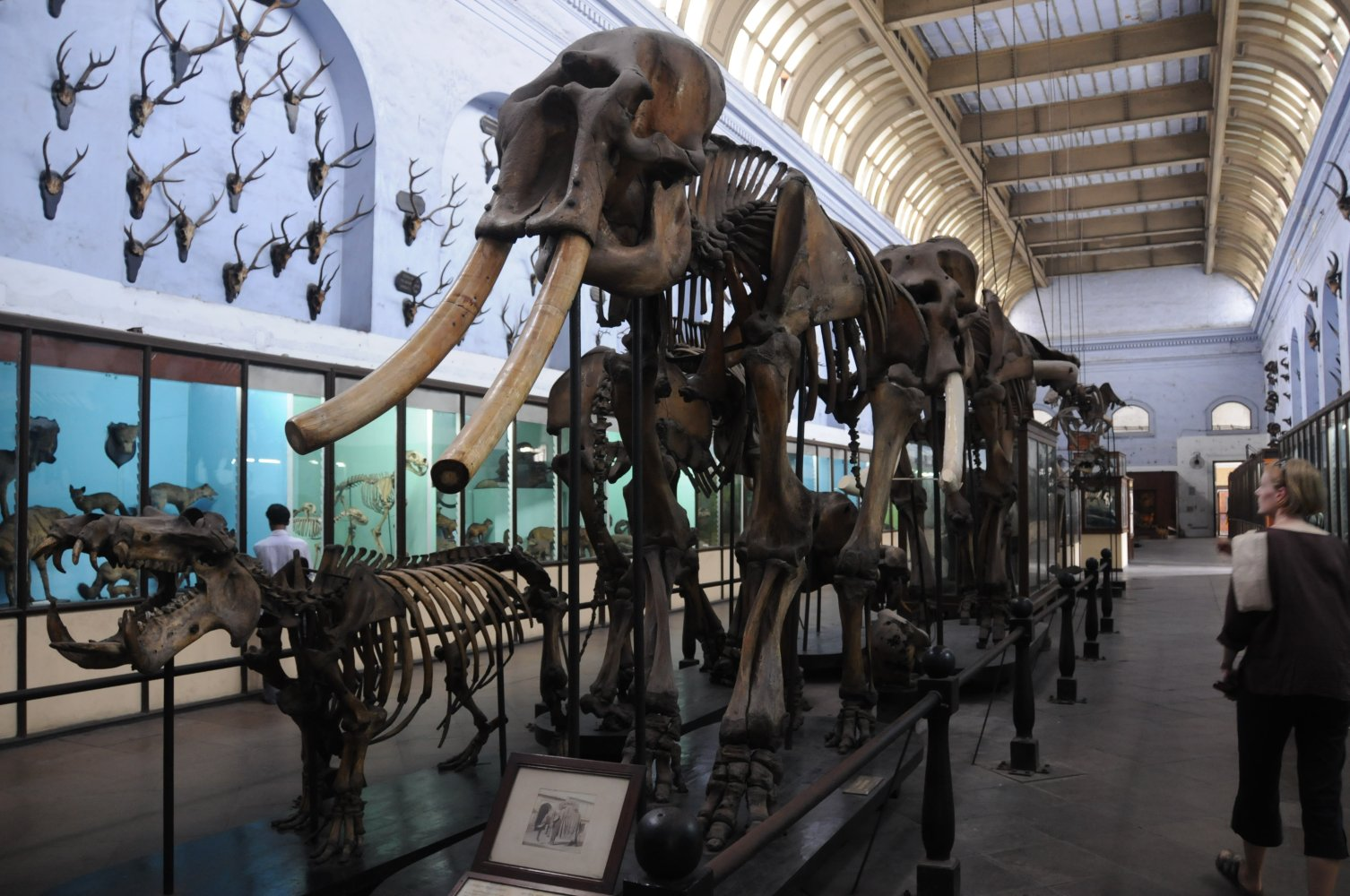
Esqueleto de elefante
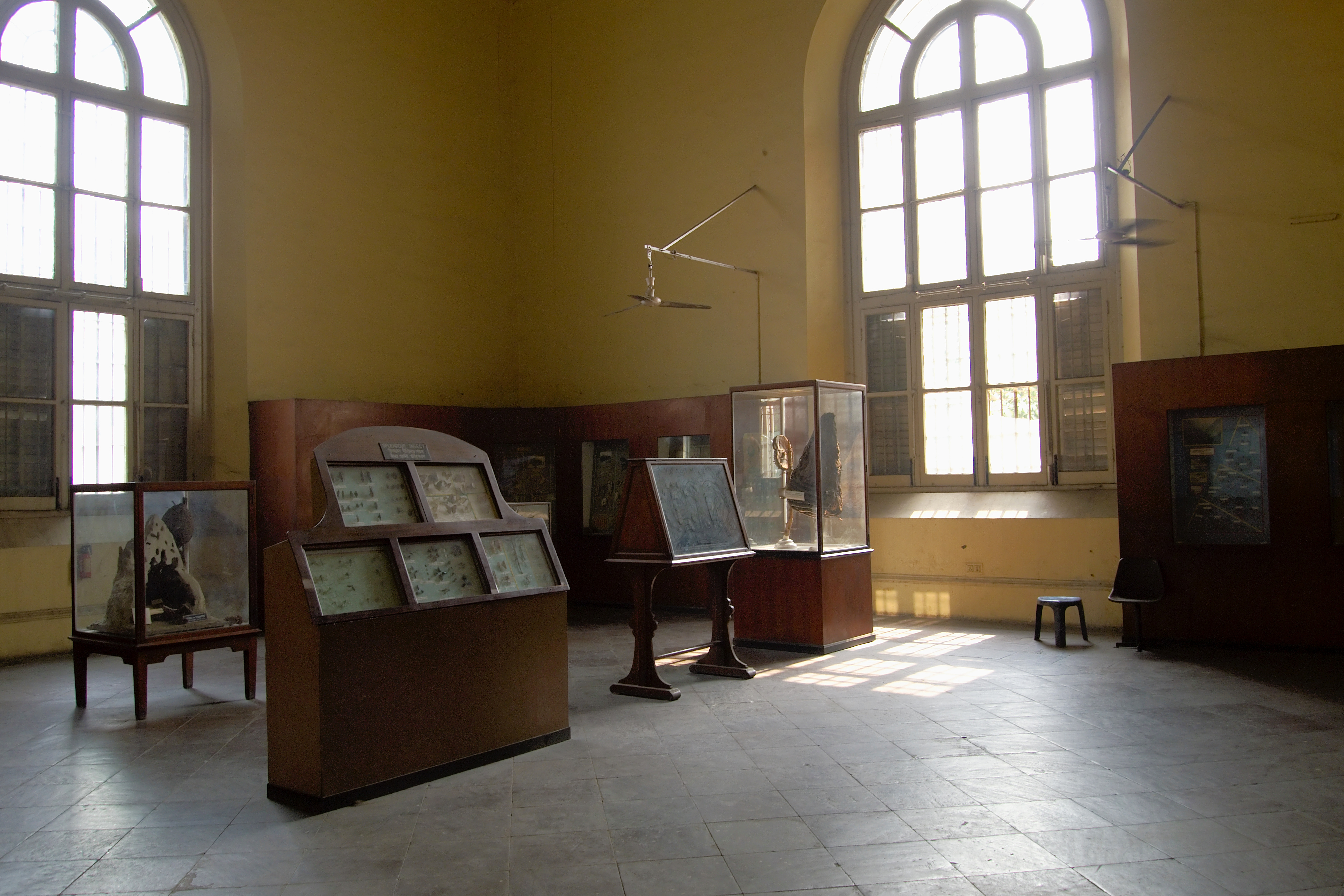
Galería
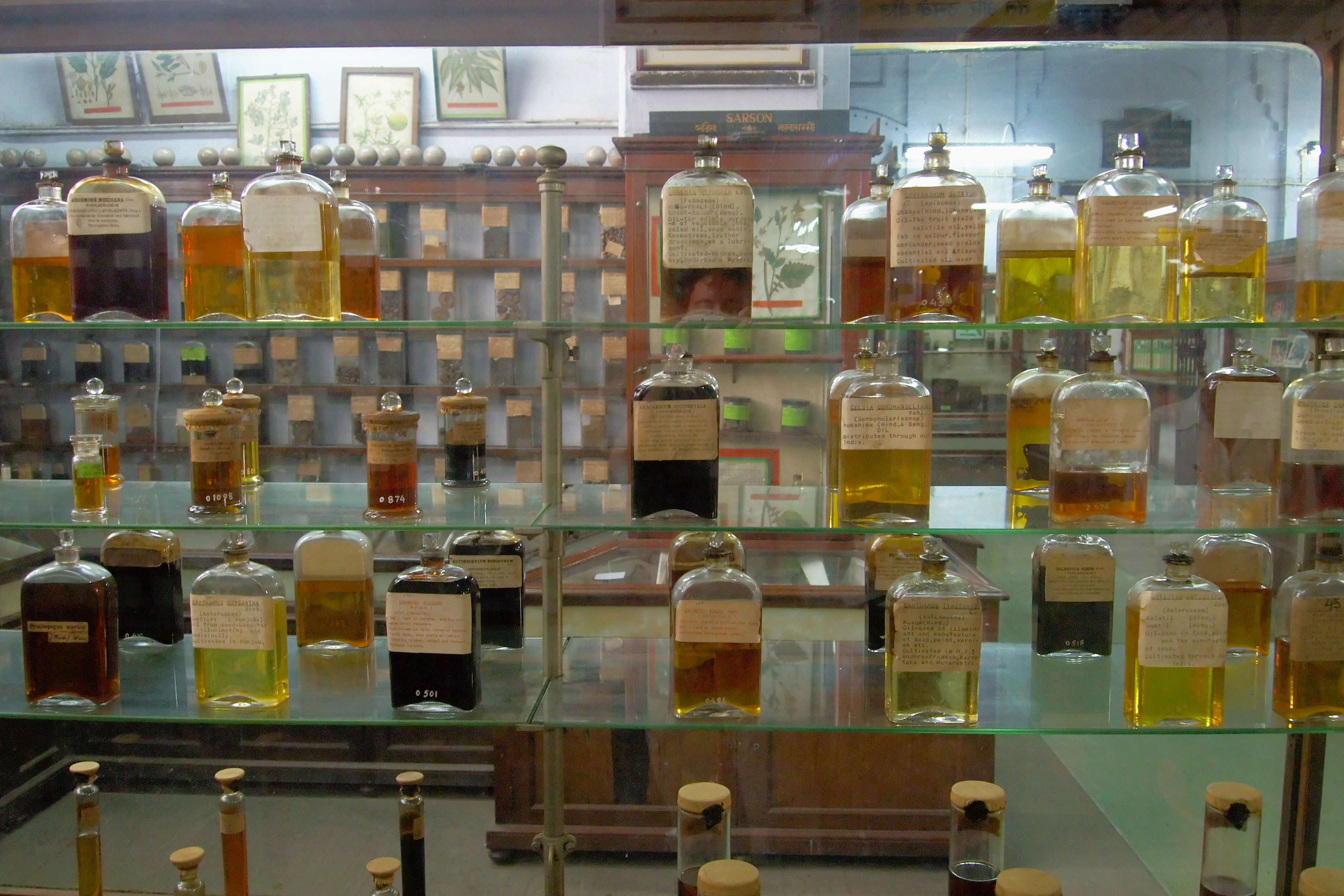
Jarras
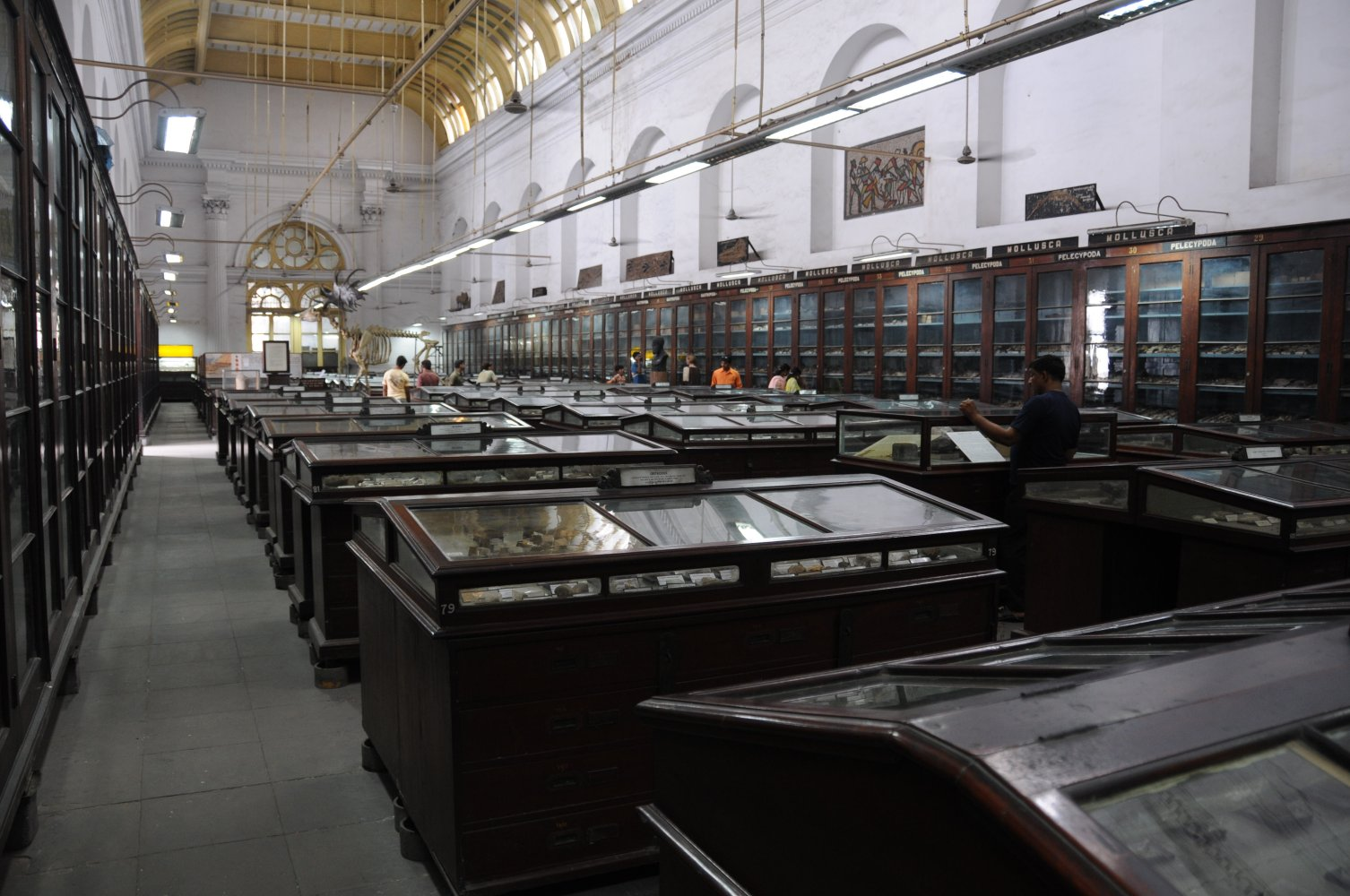
Exhibidores con fósiles diversos
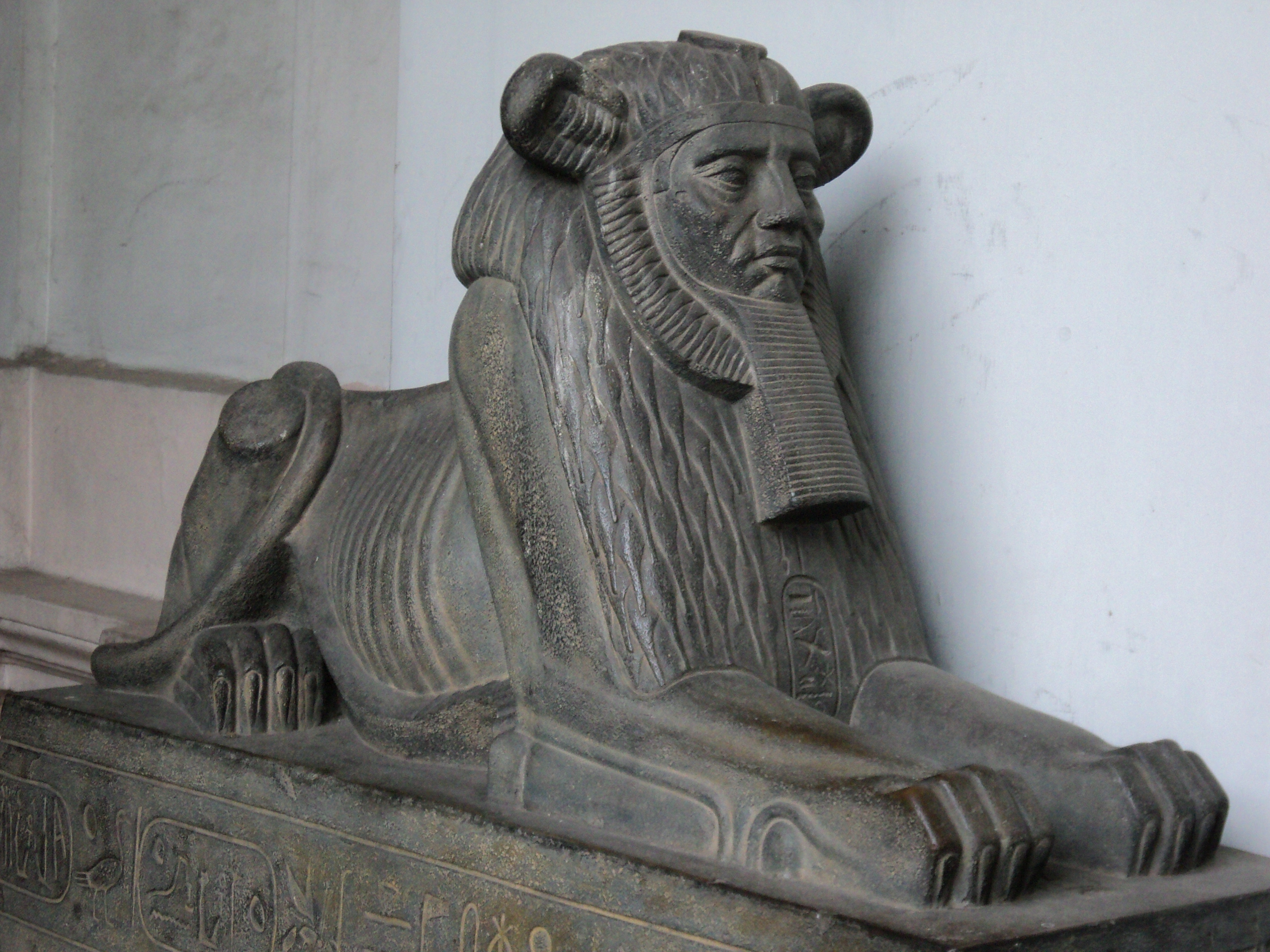
Exihidor de elementos egipcios
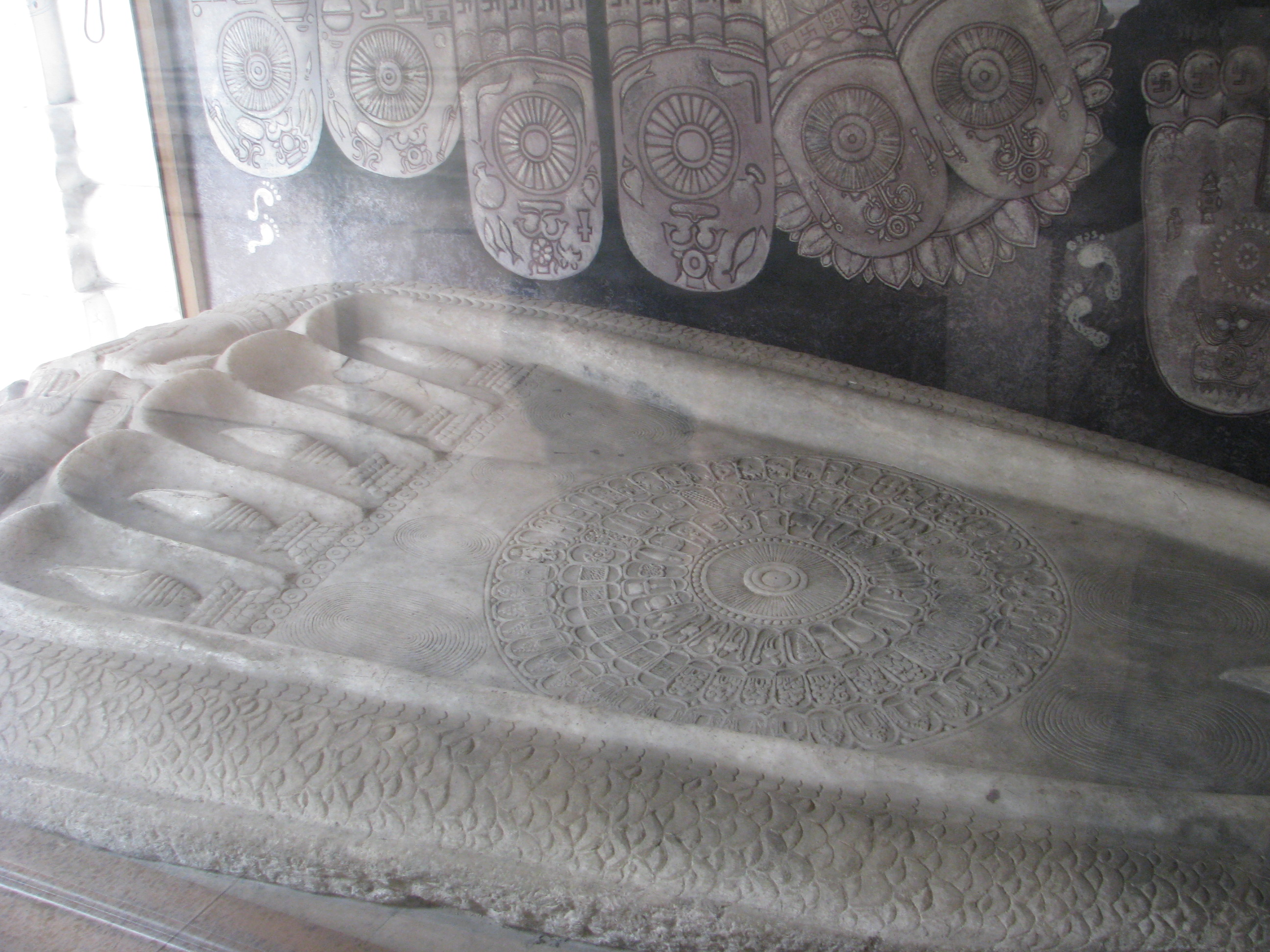
Huella en roca del pie de Buda
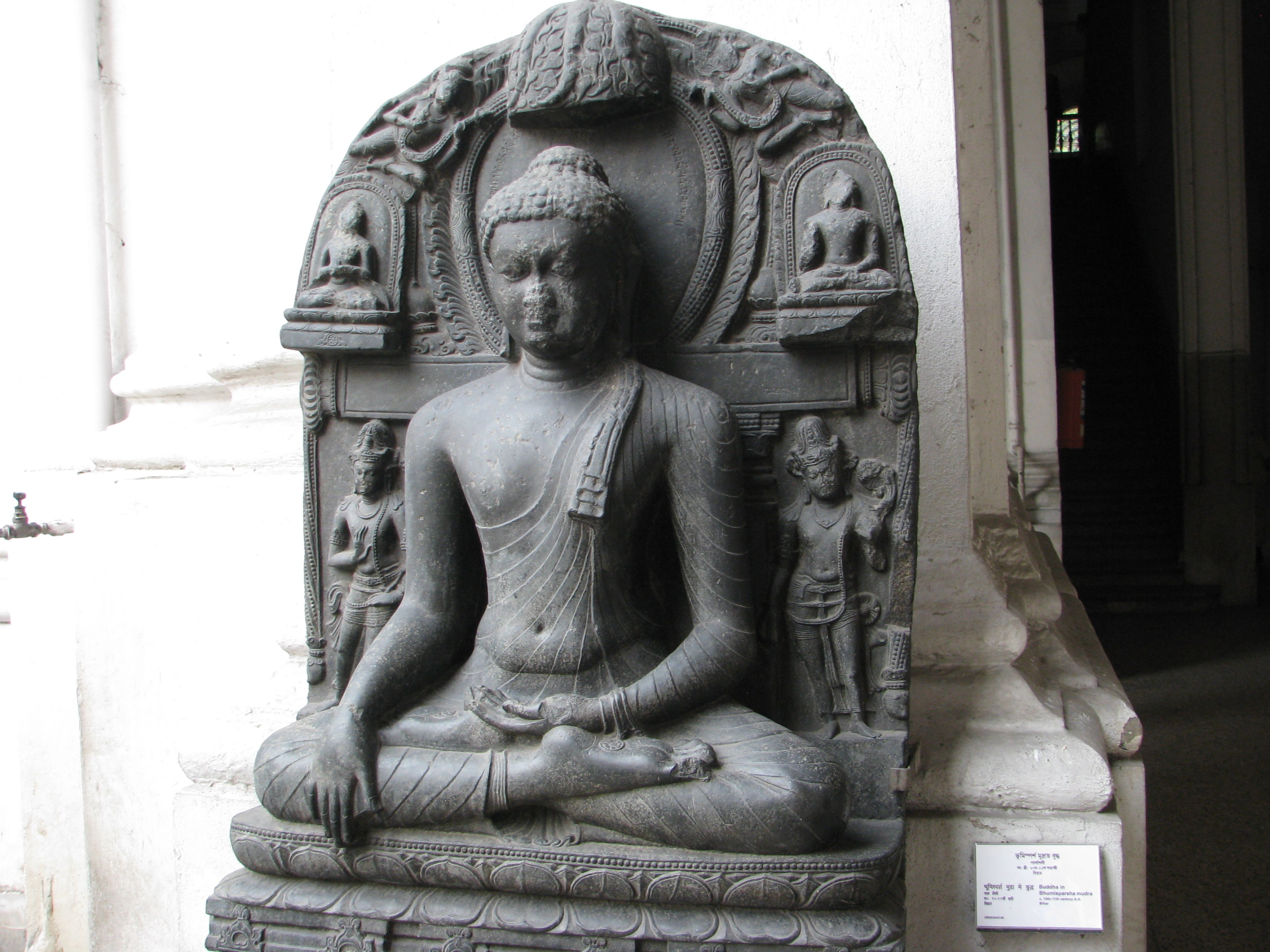
Buda
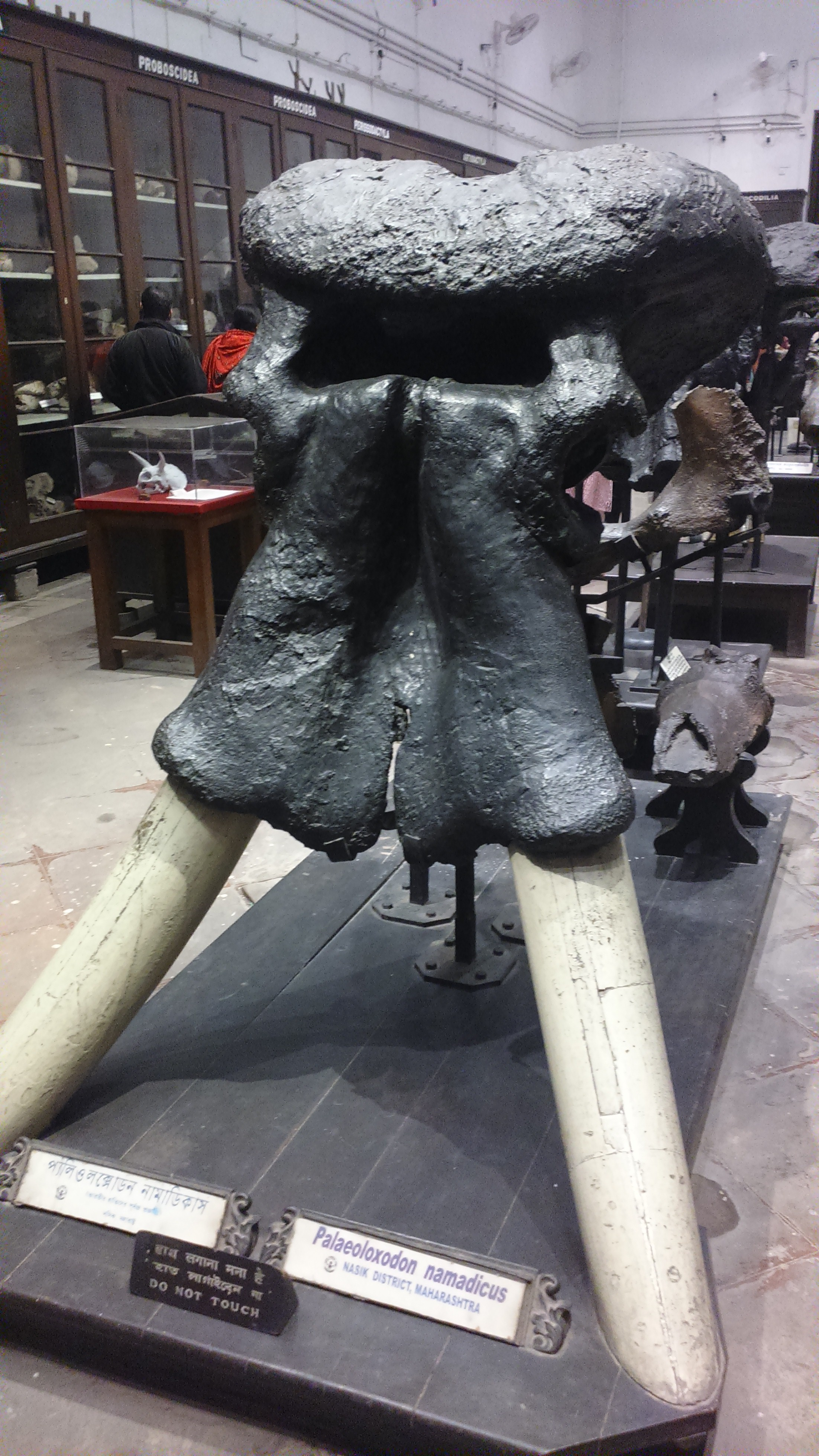
Palaeoloxodon namadicus, elefante extinto
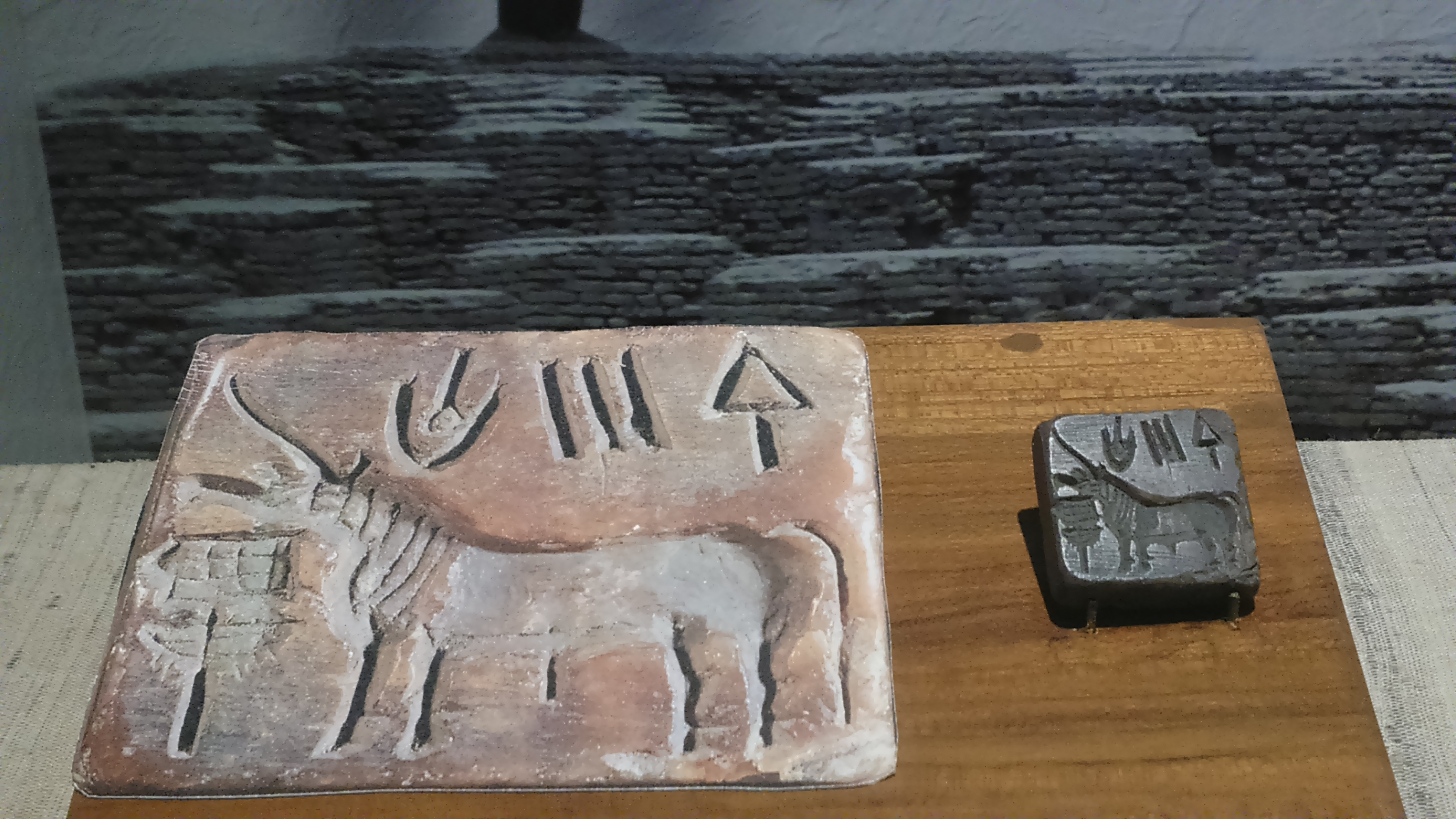
Sello unicornio del Valle del Indo
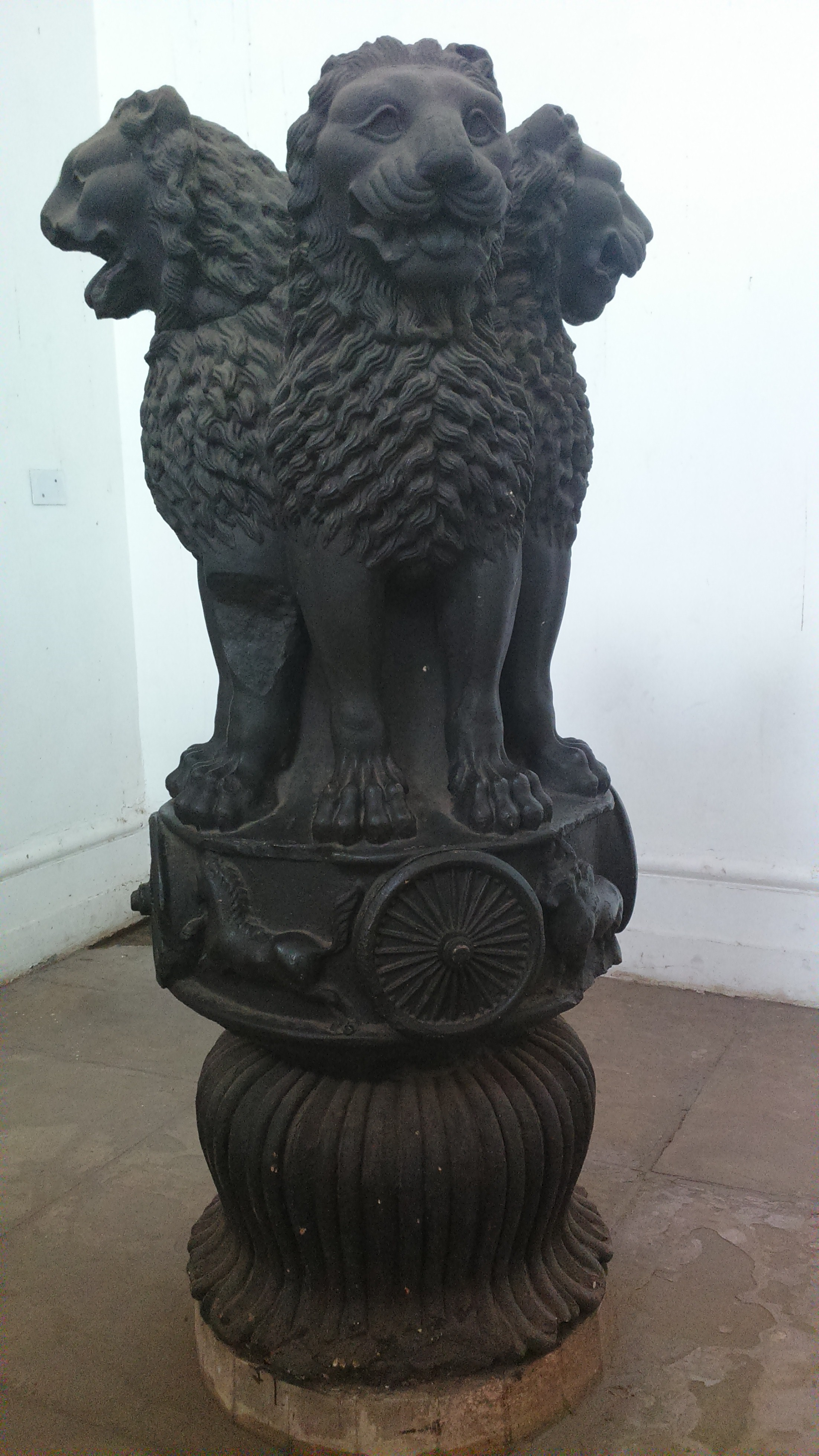
Copia del Capitel de Ashoka
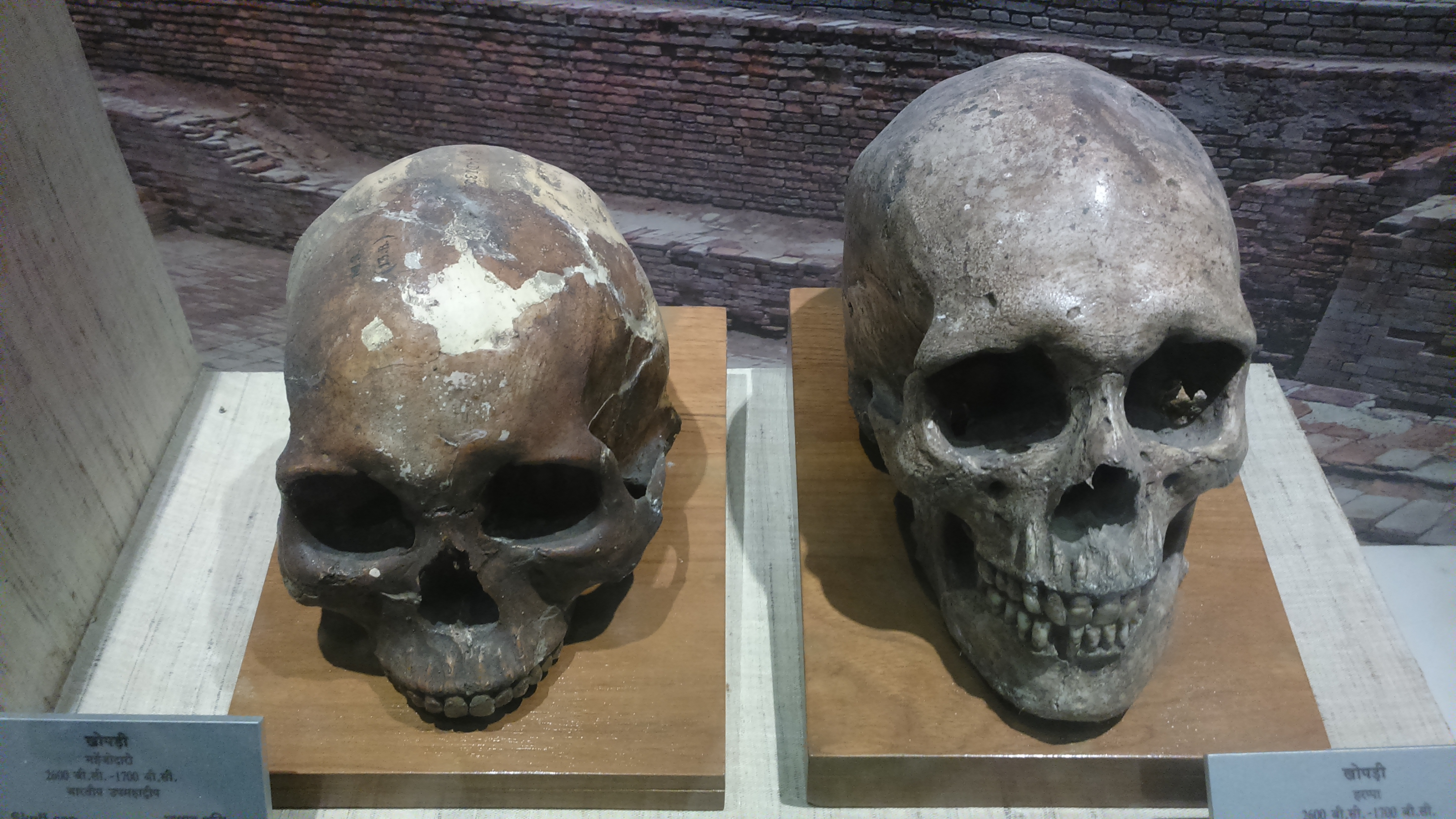
Calavera de pobladores del valle del Indo
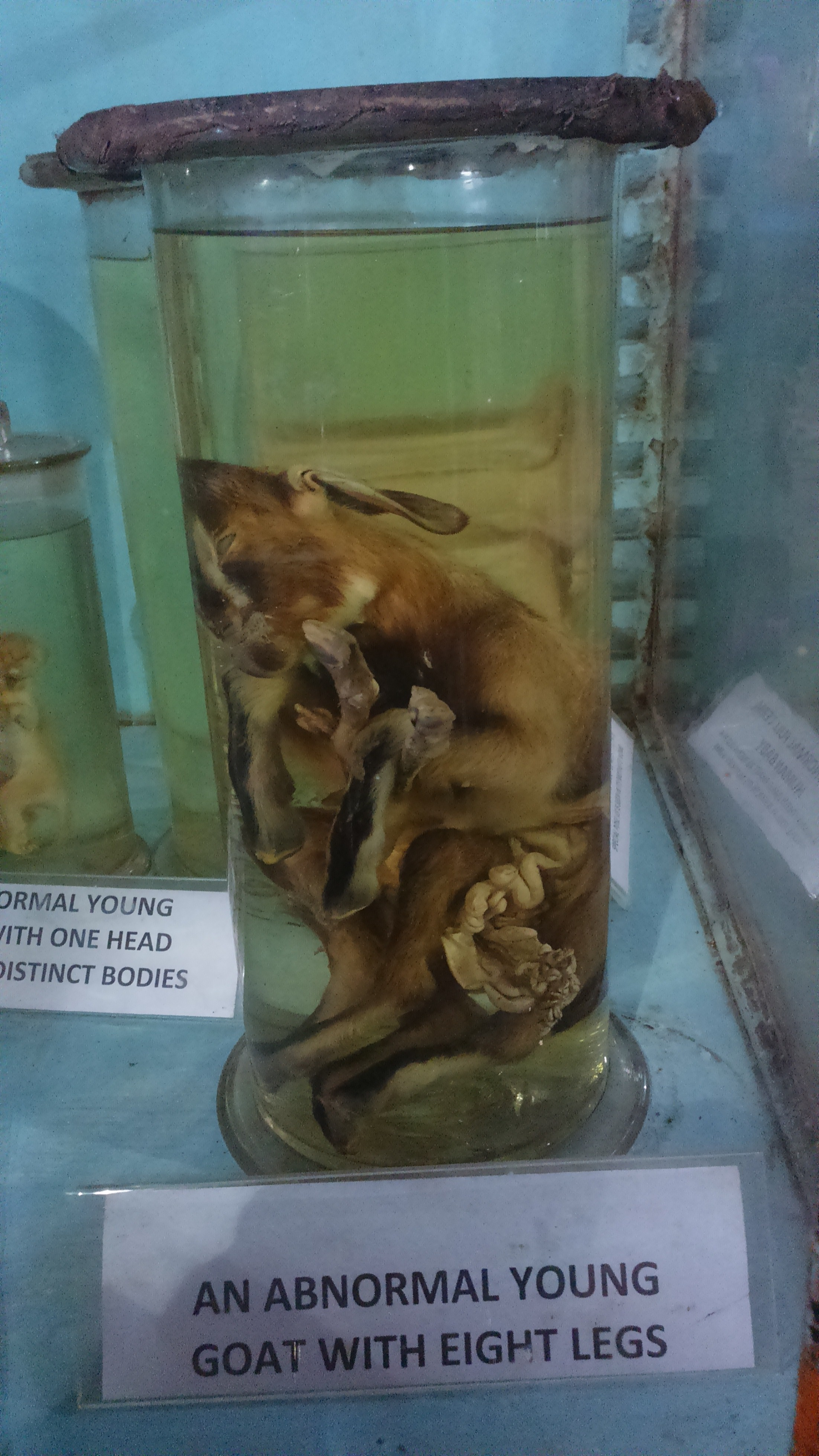
Cabrito con ocho patas
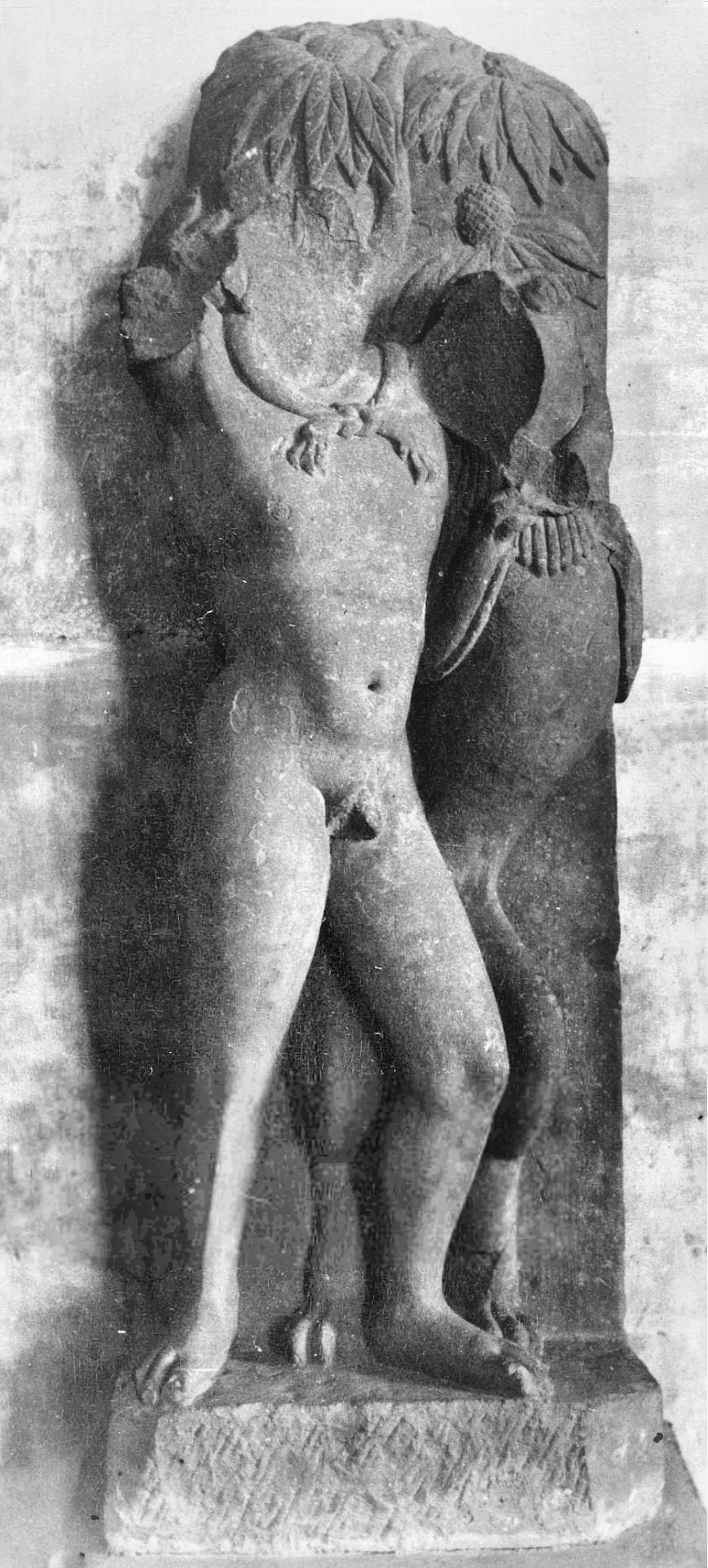
El Heracles de Mathura.
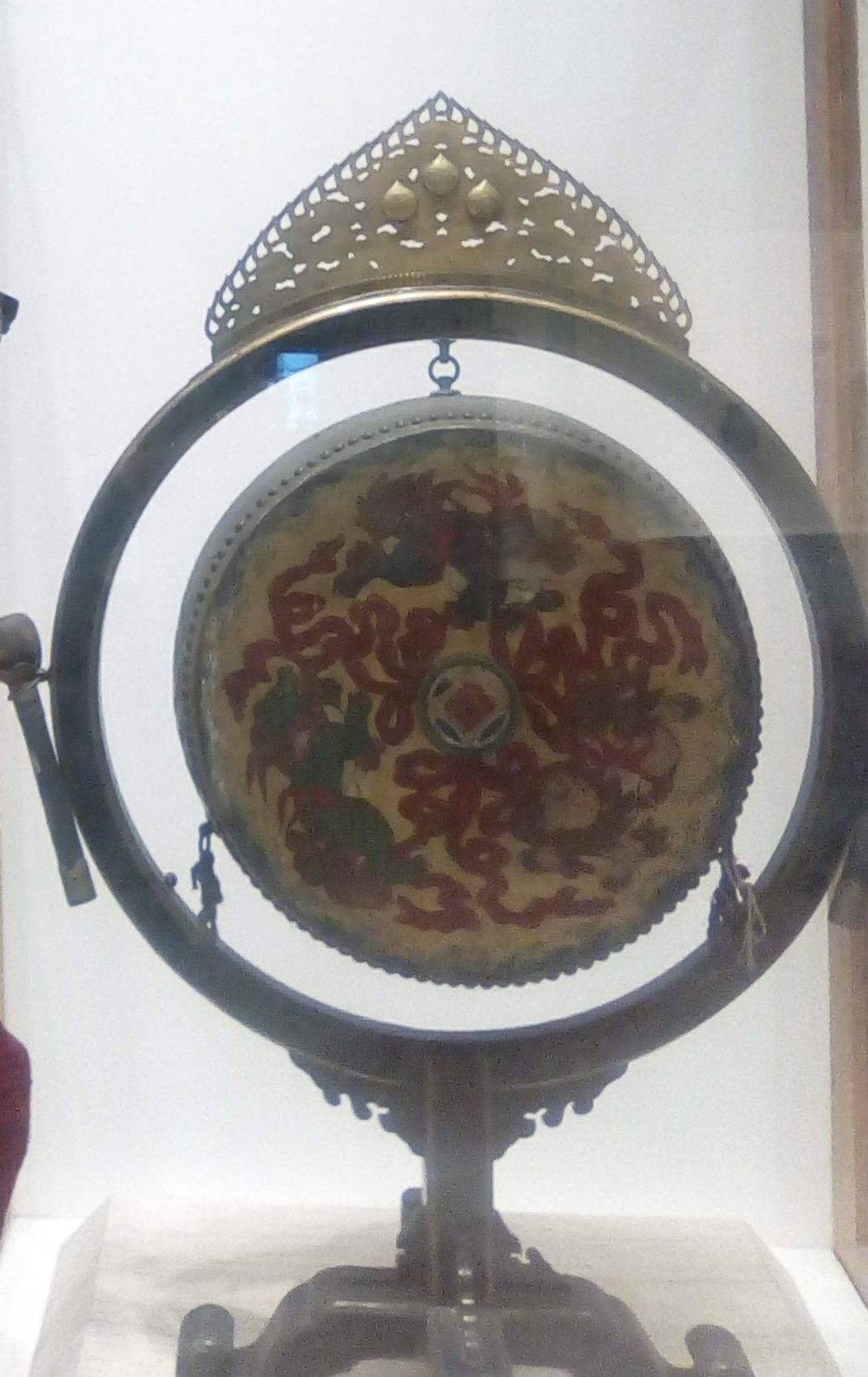
Un Tsuri-daiko (gaku-daiko), el gran tambor colgante japonés.
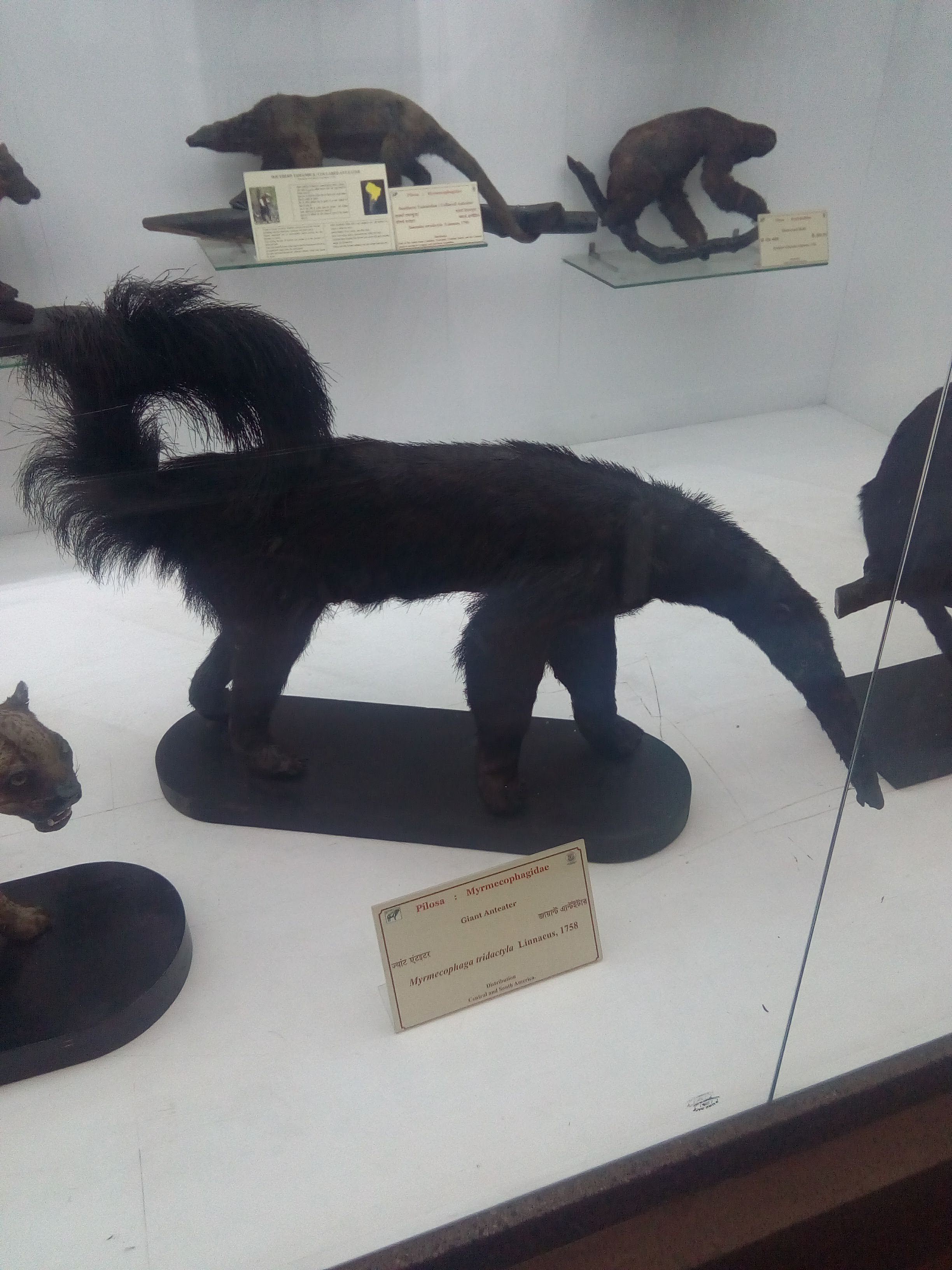
Galería de animales (especímenes)
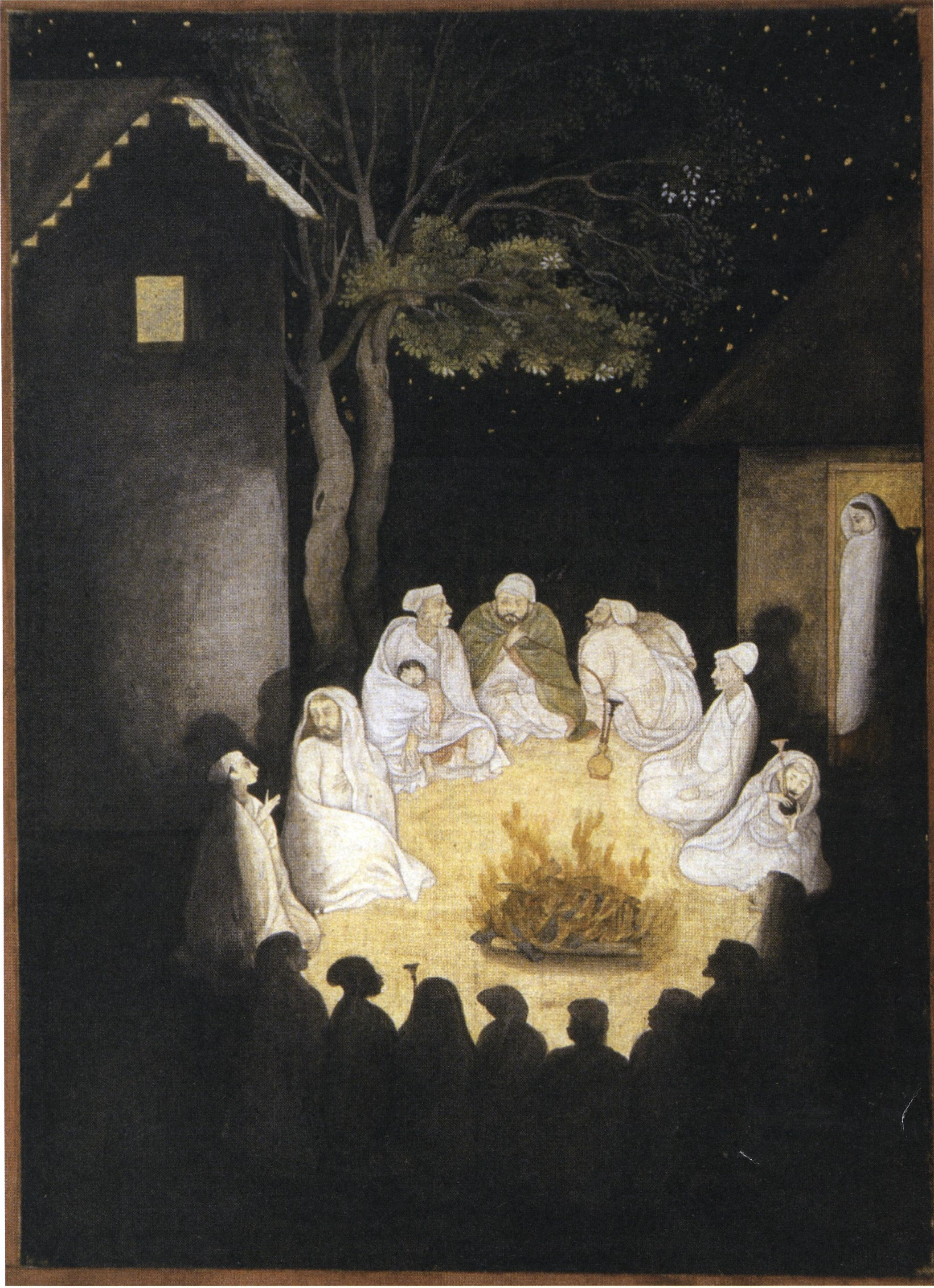
Pobladores en torno al fuego, pintura de Nainsukh. Jasrota, c. 1765-1775